# 1 % (фильм)
«1 %» («Вне закона», англ. Outlaws) — австралийский криминальный фильм режиссёра Стива МакКаллума. Премьера состоялась на международном кинофестивале в Торонто 9 сентября 2017 года. В главных ролях Райан Корр, Эбби Ли и Мэтт Нэйбл, который также написал сценарий фильма. После премьеры на фестивале в Торонто A24 и DirecTV Cinema купили права на прокат фильма в Северной Америке.

## Сюжет
Название фильма происходит от термина «однопроцентники», который относится к байкерским клубам, представляющим классическую байкерскую субкультуру, а не просто собирающимся по выходным для совместных поездок. Сюжет фильма следует за персонажем по имени Марк Паддо, который временно руководит мотоклубом, пока его истинный главарь Нак отбывает срок в тюрьме. Брат Марка, Адам по кличке Скинк, попадает в неприятности с соперничающим клубом. Выйдя из тюрьмы, Нак стремится решить проблему силой, что Марк изо всех сил пытается предотвратить.
Катрина, девушка Марка, оказывает на него значительное влияние. Она отговаривает Паддо от мысли покинуть город и подталкивает его к заключению крупной сделки с главарём конкурентного клуба Шугаром, который, в свою очередь, выдвигает Марку ультиматум: либо он устраняет Нака, либо Шугар убивает Скинка. Ситуация в мотоклубе накаляется из-за жестокости и старомодных взглядов Нака, что приводит к расколу, в результате которого Марк и Скинк фактически теряют свое влияние и положение в клубе.
Между Марком и Катриной возникает конфликт: Скинк, чьё ментальное здоровье серьёзно пострадало из-за тяжёлого детства с отцом-тираном, сильно боится потерять любовь брата. Катрина, заметив это, подговаривает его на убийство Нака. Попытка оказывается неудачной: Скинк не застал Нака, но был замечен его девушкой — Хейли. После этого инцидента Нак собирает бойцов, чтобы разобраться с братьями.
Прогнав Катрину ради её безопасности, Марк и трое лояльных ему членов клуба готовятся к обороне у него дома. Один из них, испугавшись, убегает. Благодаря удачным действиям Марка и одного оставшегося в живых байкеров, крупный отряд Нака редеет, и некоторые члены банды покидают место перестрелки. Используя новобранца клуба в качестве живого щита, Нак пробирается внутрь дома и тяжело ранит Паддо, но в последний момент не решается совершить добивающий выстрел, так как Скинк закрывает собой тело брата. В ярости Нак покидает дом, а Адам ложится рядом с истекающим кровью Марком. В последние секунды жизни, осознавая, что Скинк не сможет и не захочет жить в одиночку, Марк приставляет к его голове пистолет и нажимает на курок.
Главарь байкеров снова попадает в тюрьму. Его навещает Хейли и уходит от него из-за измены. Ещё отбывая предыдущий срок, Нак пристрастился к связям с мужчинами. Хейли также заявляет, что его лейтенант, Уэбби, даст показания против бывшего президента клуба и станет новым главарём. Хейли считает, что несмотря на новый статус Уэбби, негласное управление клубом останется за ней, но вернувшись в штаб клуба, она оказывается убита выстрелом в голову. Последние кадры показывают Катрину, которая стала новой неофициальной руководительницей клуба за спиной Уэбби.

## В ролях
| Актёр           | Роль                 |
| --------------- | -------------------- |
| Мэтт Нэйбл      | Президент Нак        |
| Райан Корр      | Вице-президент Паддо |
| Эбби Ли Кершоу  | Катрина              |
| Симона Кесселл  | Хейли                |
| Джош МакКонвилл | Скинк                |
| Аарон Педерсен  | Шугар                |
| Сэм Парсонсон   | Уэбби                |
| Жаки Уильямс    | Джози                |

## Приём

### Сборы
В мировом прокате фильм собрал 76 151 долларов, причем все кассовые сборы пришлись на Австралию.

### Критика
На сайте-агрегаторе рецензий Rotten Tomatoes 47 % из 17 отзывов критиков положительные, средняя оценка 5,3 из 10. На Metacritic фильм получил средневзвешенный балл 24 из 100 по мнению 4 критиков, что, по мнению агрегатора, свидетельствует о «в целом неблагоприятных отзывах».
Кинокритик Брайен Таллерико назвал этот фильм «австралийскими „Сынами анархии“», хоть и оговорился, что это комплимент. По мнению Таллерико, фильм получился слишком тёмным, без облегчающих обстоятельств, дававших повод терпеть чернуху, но игра Эбби Ли спасла фильм от полной неудачи.

### Номинации
| Награда                                                   | Категория                              | Номинант          | Результат |
| --------------------------------------------------------- | -------------------------------------- | ----------------- | --------- |
| Премия Австралийской академии кинематографа и телевидения | Лучший оригинальный сценарий           | Мэтт Нэйбл        | Номинация |
| Премия Австралийской академии кинематографа и телевидения | Лучшая мужская роль                    | Райан Корр        | Номинация |
| Премия Австралийской академии кинематографа и телевидения | Лучшая женская роль                    | Эбби Ли Кершоу    | Номинация |
| Премия Австралийской академии кинематографа и телевидения | Лучшая мужская роль второго плана      | Джош МакКонвилл   | Номинация |
| Премия Австралийской академии кинематографа и телевидения | Лучшая женская роль второго плана      | Симона Кесселл    | Номинация |
| Премия Гильдии кастинг-директоров Австралии               | Лучший кастинг в полнометражном фильме | Кирсти Мак-Грегор | Номинация |